# Sétif
Sétif er en by i det nordlige Algeriet, med et indbyggertal på 288.461 (2008). Byen er hovedstad i en provins af samme navn og var under 2. verdenskrig scene for en blodig massakre mod lokale beboere.